# Natalja Nikolajewna Puschkina-Lanskaja

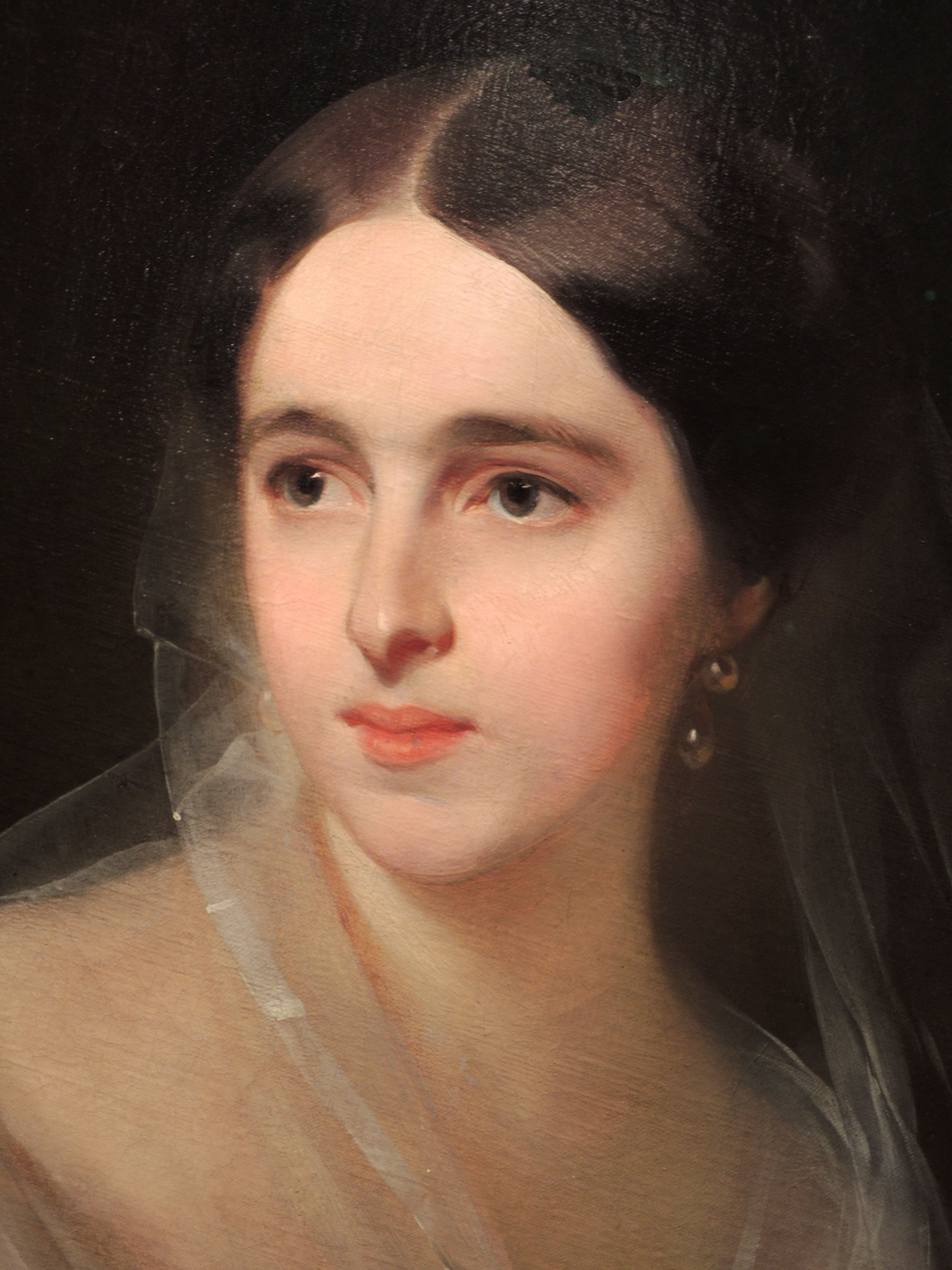
Natalja Lanskaja, porträtiert von Iwan Makarow

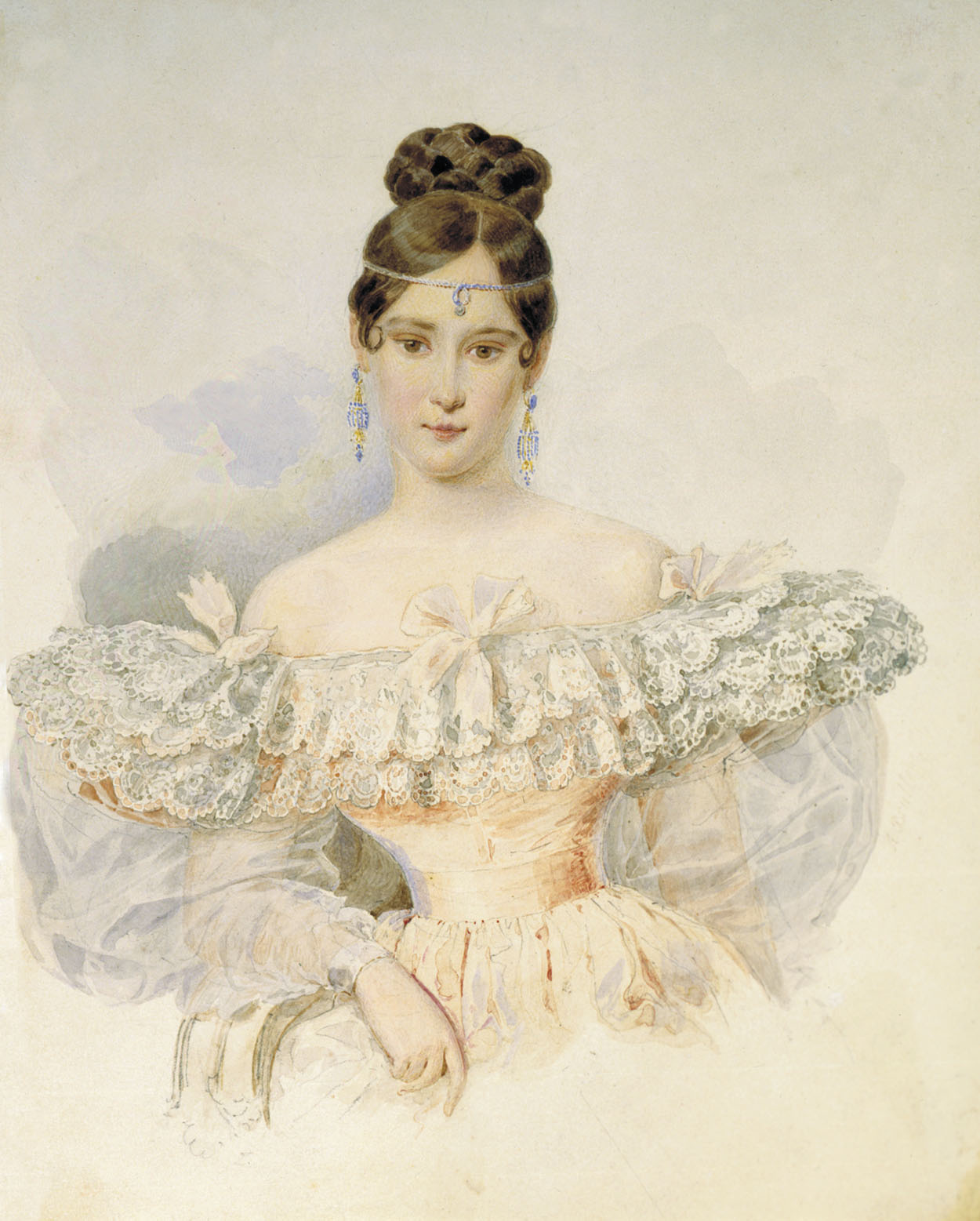
Natalja Puschkina (1831)

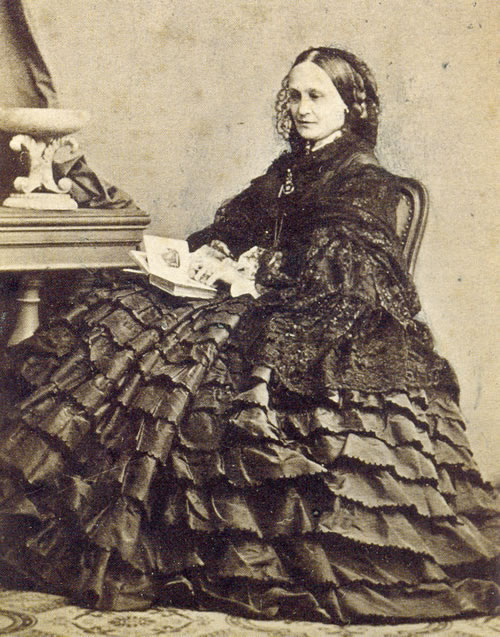
Natalja Nikolajewna Puschkina-Lanskaja (nach 1860)

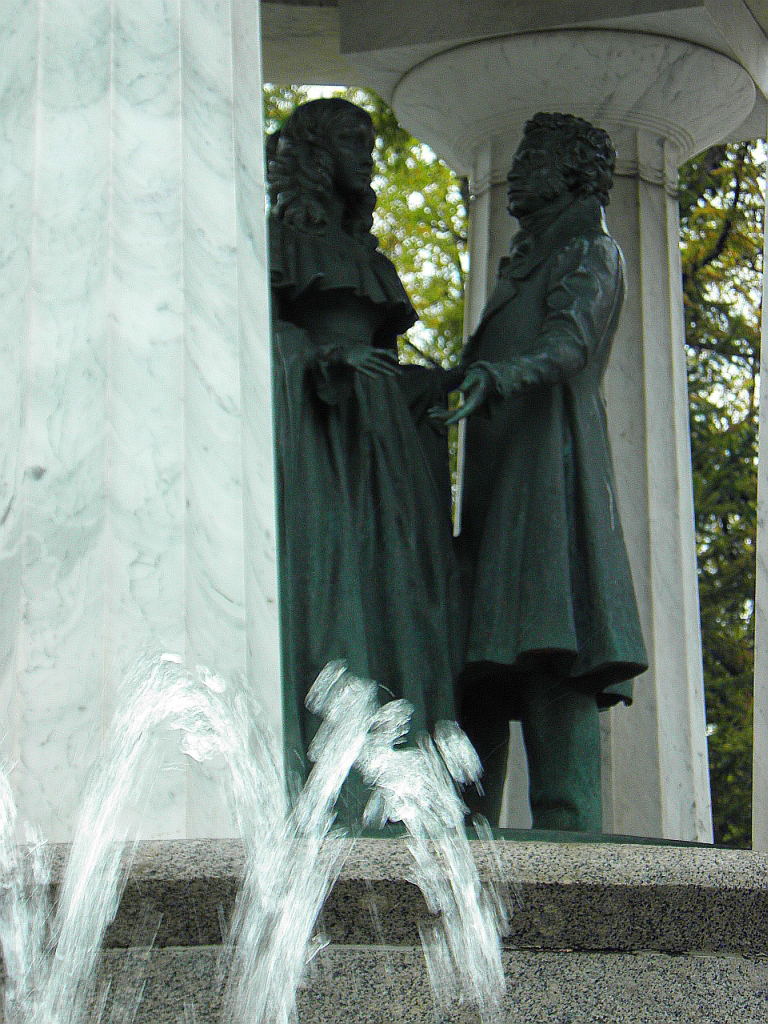
Natalja-und-Alexander-Brunnen (M. W. Dronow, 1999), Moskau

Natalja Nikolajewna Puschkina-Lanskaja (russisch Наталия Николаевна Пушкина-Ланская, wiss. Transliteration Natalija Nikolaevna Puškina-Lanskaja, geb. Gontscharowa (Гончарова); * 27. Augustjul. / 8. September 1812greg.; † 26. Novemberjul. / 8. Dezember 1863greg.) war die Frau des russischen Dichters Alexander Puschkin.

## Familie und Heirat
Natalja Gontscharowa entstammte einer Familie ehemals reicher Textil- und Papierfabrikanten; ihr Großvater wurde von Katharina II. geadelt. Sie hatte fünf Geschwister: drei Brüder sowie die älteren Schwestern Alexandrina und Katharina.
Auf einem Ball lernte die Sechzehnjährige den dreizehn Jahre älteren Alexander Sergejewitsch Puschkin (1799–1837) kennen. Andrei Murawjow erinnert sich: “Puschkin selbst war nach den turbulenten Jahren seiner Jugend leidenschaftlich in die Moskauer Schönheit Gontscharowa verliebt, die wahrhaftig als Ideal der griechisch perfekten Schönheit dienen konnte, und er drückte seine herzliche Stimmung ursprünglich mit einem leichten Couplet aus: 
Я влюблен, я очарован,

Словом, я огончарован.
Ich bin verliebt, ich bin verzaubert,

Mit einem Wort, ich bin goncharmt.“
Der damals bereits berühmte Dichter entstammte einem alten Adelsgeschlecht, aber sein ausschweifendes Junggesellenleben, sein Mangel an Reichtum sowie seine kritische Haltung zur Regierung und seine Jahre in der Verbannung ließen Nataljas Mutter lange zögern, der Heirat zuzustimmen. Schließlich gab sie ihren Widerstand auf und am 18. Februarjul. / 2. März 1831greg. fand die Hochzeit statt. Alexander Puschkin widmete seiner Frau mehrere Gedichte; bereits während der Verlobungszeit war das Sonett Madonna entstanden (1830).

## Ehe
Das Paar ließ sich zunächst in Zarskoje Selo und später in Sankt Petersburg nieder. 1832 kam Tochter Maria zur Welt, der noch weitere drei Kinder folgten:  Sohn Alexander (* 1833), Grigori (* 1835) und  Natalja (* 1836).
Natalja Puschkina war gern gesehener Gast in den Salons der Petersburger Gesellschaft und verkehrte auch in Hofkreisen, nachdem ihr Mann zum Kammerjunker ernannt worden war. Dieser bemerkte dazu: „der Hof wollte, daß Natalja Nikolajewna im Anitschkow tanzt.“ Die Familie war von ständigen Geldsorgen geplagt und Puschkin machte hohe Schulden, um den aufwändigen Lebensstil zu finanzieren. Im Gedicht s’ist Zeit, mein Lieb, daß bald das Herz zur Ruhe findet (1834) kommt sein Wunsch zum Ausdruck, dem Gesellschaftsleben zu entfliehen. Er sehnte sich – ganz im Gegensatz zu seiner Frau – nach einem einfachen und vor allem billigeren Leben auf dem Land.

## Puschkins Duell
Natalja Puschkinas Schwester Katharina Gontscharowa heiratete den Franzosen Georges-Charles de Heeckeren d’Anthès, einen Leibgardeoffizier der Zarin Alexandra Fjodorowna. D’Anthès machte Natalja vor seiner Hochzeit, aber auch danach auf eine Weise den Hof, die in der Sankt Petersburger Gesellschaft für Aufsehen sorgte. Bald kursierten anonyme Briefe und Gerüchte, die ihre eheliche Treue in Zweifel zogen. Es kam zum Duell zwischen d’Anthès und seinem Schwager Alexander Puschkin. Der Dichter wurde dabei schwer verwundet und starb zwei Tage später am 29. Januarjul. / 10. Februar 1837greg..

## Witwenschaft und zweite Heirat
Natalja Puschkina wurde für den Tod ihres Mannes mitverantwortlich gemacht; der im Sterben liegende Alexander Puschkin hatte das geahnt: „die Welt wird über sie herfallen.“
Die nächsten Jahre lebte sie mit ihren Kindern zurückgezogen auf dem Gut ihrer Eltern in Polotnjany Sawod bei Kaluga. Die Schulden in enormer Höhe wurden vom Zaren bezahlt. Außerdem gewährte Nikolaus I. der Witwe eine Pension, sorgte für die Erziehung der vier Kinder und sicherte die Finanzierung einer Gesamtausgabe von Puschkins Werken, deren Erlöse ebenfalls der Witwe zugutekamen.
Zurück in Sankt Petersburg, heiratete sie 1844 Pjotr Petrowitsch Lanskoi (1799–1877) und brachte in dieser Ehe drei Töchter zur Welt. Sie starb 1863 im Alter von 51 Jahren.